# Psíl·lids

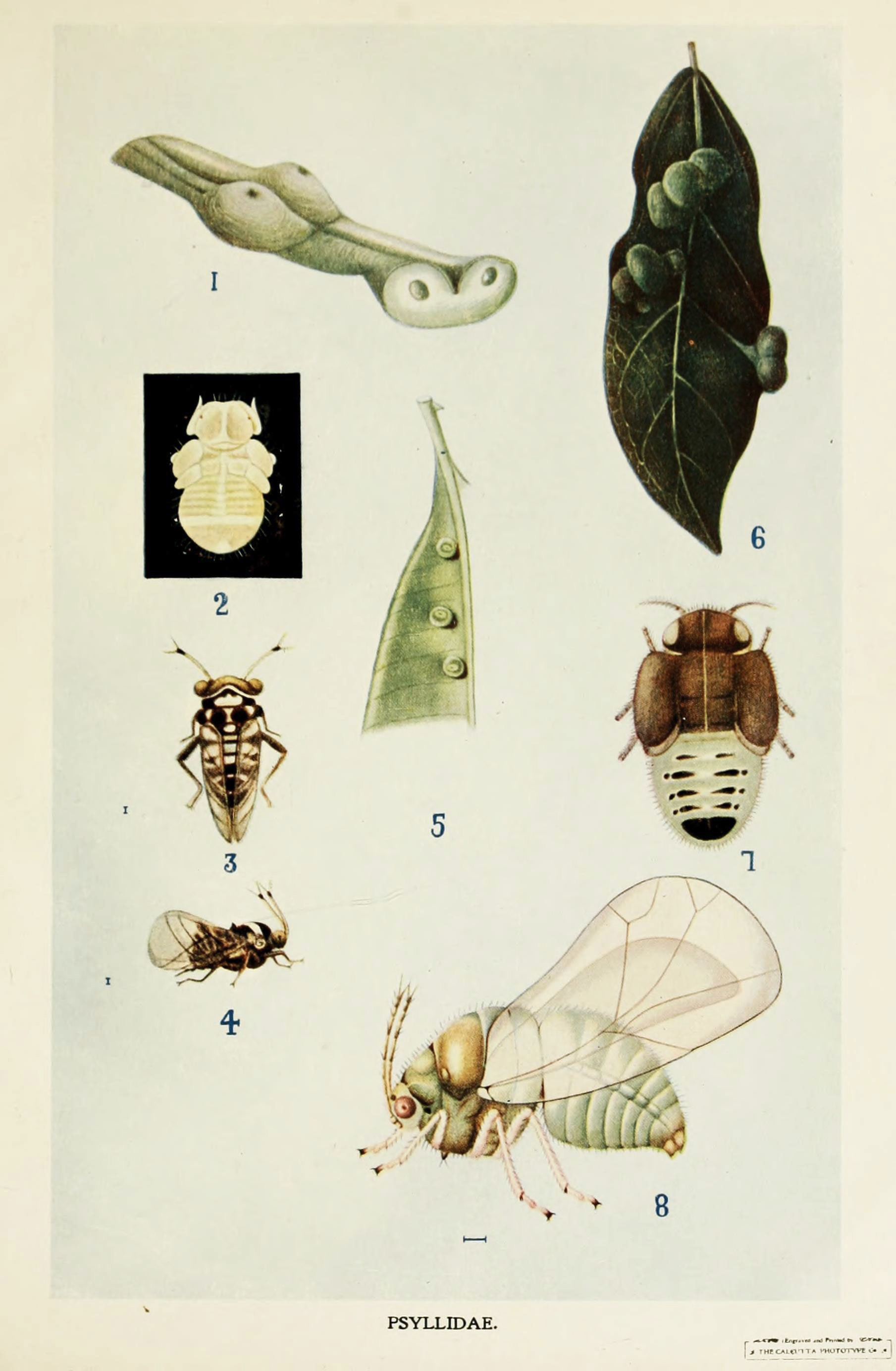
Imatge per Harold Maxwell-Lefroy - Psyllidae

Els psíl·lids o les psil·les (Psyllidae) són una família d'insectes hemípters del subordre dels esternorrincs. Són de mida petita i s'alimenten de plantes i solen ser molt específics pel que fa als seus hostes. Algunes espècies formen agalles en les plantes. La classificació més recent divideix aquest grup en set famílies; inclouen més de 70 gèneres.
Els fòssils dels Psyllidae daten del Permià primerenc, abans que apareguessin les plantes amb flors. La gran diversificació de les plantes ocorregué al Cretaci paral·lela amb la dels insectes associats.
Algunes de les espècies que són plagues de l'agricultura, actualment es classifiquen dins la família Triozidae.